# Vanessa Brown
Vanessa Brown, nata Smylla Brynd (Vienna, 24 marzo 1928 – Woodland Hills, 21 maggio 1999), è stata un'attrice austriaca naturalizzata statunitense, attiva in cinema, televisione e teatro.

## Biografia
Nata in Austria da genitori ebrei, nel 1937 fuggì con la famiglia a Parigi. Successivamente si trasferì negli Stati Uniti, dove lavorò in uno show radiofonico dedicato ai bambini. Nel 1944, all'età di sedici anni, debuttò sul grande schermo e, tra la fine degli anni '40 e i primi anni '50, interpretò molti ruoli cinematografici tra cui quello di Jane nel film Tarzan e le schiave (1950). Negli anni '50 apparve anche in diversi spettacoli televisivi e teatrali, di cui uno a Broadway (nella commedia The Seven Year Itch, nel ruolo che sarà poi di Marilyn Monroe nella versione cinematografica Quando la moglie è in vacanza).
Si sposò una prima volta nel 1950 con un chirurgo, mentre nel 1959 si unì in matrimonio con Mark Sandrich Jr., figlio del regista Mark Sandrich, ma anche questa unione si concluse con il divorzio. Nel 1988 le venne diagnostico un tumore al seno, da cui non riuscì a guarire completamente. Morì all'età di 71 anni in California. Ha due stelle nella Hollywood Walk of Fame per i suoi contributi al cinema e per la televisione.

## Filmografia parziale

### Cinema
- Youth Runs Wild, regia di Mark Robson (1944)
- Non ti appartengo più (I've Always Loved You), regia di Frank Borzage (1946)
- Schiavo del passato (The Late George Apley), regia di Joseph L. Mankiewicz (1947)
- Il fantasma e la signora Muir (The Ghost and Mrs. Muir), regia di Joseph L. Mankiewicz (1947)
- Come nacque il nostro amore (Mother Wore Things), regia di Walter Lang (1947)
- La superba creola (The Foxes of Harrow), regia di John M. Stahl (1947)
- L'ereditiera (The Heiress), regia di William Wyler (1949)
- Jack il bucaniere (Big Jack), regia di Richard Thorpe (1949)
- Tarzan e le schiave (Tarzan and the Slave Girl), regia di Lee Sholem (1950)
- The Basketball Fix, regia di Felix E. Feist (1951)
- Il bruto e la bella (The Bad and the Beautiful), regia di Vincente Minnelli (1952)
- Rosie!, regia di David Lowell Rich (1967)
- Bless the Beasts & Children, regia di Stanley Kramer (1971)
- The Witch Who Came from the Sea, regia di Matt Cimber (1976)

### Televisione
- Lux Video Theatre – serie TV, 1 episodio (1951)
- Robert Montgomery Presents – serie TV, 1 episodio (1951)
- Lights Out – serie TV, episodio 4x15 (1951)
- Stage 7 – serie TV, episodio 1x03 (1955)
- My Favourite Husband – serie TV, 13 episodi (1955)
- Climax! – serie TV, 3 episodi (1955-1957)
- The Further Adventures of Ellery Queen – serie TV, episodi 1x15-1x19 (1959)
- Goodyear Theatre – serie TV, episodio 3x04 (1959)
- Perry Mason – serie TV, episodio 3x06 (1959)
- General Electric Theater – serie TV, episodio 8x15 (1959)
- The Chevy Mystery Show – serie TV, episodio 1x15 (1960)
- Sulle strade della California (Police Story) – serie TV, 2 episodi (1975)
- Ai confini della realtà (The Twilight Zone) – serie TV, episodio 1x15 (1985)
- Squadriglia top secret (Call to Glory) – serie TV, 2 episodi (1985)
- Dallas – serie TV, 1 episodio (1985)
- La signora in giallo (Murder, She Wrote) – serie TV, episodio 5x11 (1989)
- Una famiglia tutto pepe (True Colors) – serie TV, 1 episodio (1991)

## Doppiatrici italiane
- Zoe Incrocci in La superba creola
- Miranda Bonansea in Il fantasma e la signora Muir
- Dhia Cristiani in Schiavo del passato
- Rosetta Calavetta in L'ereditiera
- Francesca Palopoli in La signora in giallo